# Due (Elektradrive)
Due è il secondo album del gruppo hard rock Elektradrive uscito nel 1988 per la Dracma Records.

## Tracce
1. Back On The Road
2. St. Valentine's Day
3. Sunset Boulevard
4. Wild West
5. Right Or Wrong
6. A Man That Got No Heart
7. Due
8. The Magic Lamp
9. Dream On